# Tarass Boulba (film, 2009)
Pour les articles homonymes, voir Tarass Boulba (homonymie).
Pour plus de détails, voir Fiche technique et Distribution.
Tarass Boulba (en russe : Тарас Бульба) est un film russe de Vladimir Bortko, et est une des adaptations du roman Tarass Boulba de Gogol. 
Le film est présenté à la Mostra de Venise 2009.

## Synopsis
L'histoire se déroule dans l'Ukraine du XVIIe siècle. Le vieux colonel ouman Taras Boulba accueille ses deux fils, Ostap et Andreï, rentrés après deux ans d'études au séminaire de Kiev. Il les accompagne vers la Sitch zaporogue afin de les initier à l'art militaire. Alors qu'ils se trouvent dans le camp, une mauvaise nouvelle leur parvient. Il s'avère que les Polonais ont attaqué le khoutor de Boulba et que sa femme a été tuée. Tarass se joint alors aux cosaques qui affrontent les troupes polonaises. Ils assiègent la ville de Doubno jusqu'à ce que ses habitants commencent à manquer de vivres. Mais le vieux colonel ignore que son cadet, Andreï, est amoureux de la jeune fille du voïvode Mazowiecki, Elżbieta, rencontrée à Kiev, qui se meurt de faim de l'autre côté de la muraille. 
Une nuit, la servante de Elżbieta amène le jeune homme par le passage souterrain jusqu'à sa maitresse qu'il décide ne plus jamais quitter. Le lendemain, Tarass voit apparaître son fils à la tête de la cavalerie de contre-offensive. Il ordonne alors à ses hommes d'attirer Andreï dans les bois où il le tue après l'avoir renié. Pendant ce temps, son ainé, Ostap, est capturé par l'ennemi et transporté à Varsovie. Aidé de Yankel, le marchand juif jadis sauvé lors d'un pogrome, Tarass vole au secours de son fils, mais arrive juste au moment quand ce dernier se fait exécuter après une séance de torture sur la place publique. Taras fait payer cher la mort d'Ostap, bravant la mort, mais au bout d'un moment son unité est repérée et encerclée. Comprenant que l'ennemi est surtout après lui, il permet à ses compagnons de s'échapper, se laisse faire prisonnier et sera brûlé vif sur le bûcher. Elżbieta donne naissance à un garçon. Elle meurt en couches. Son père, le voïvode Mazowiecki, fou de douleur, prend un sabre et le brandit au-dessus de l'enfant, mais ne parvient pas à tuer un être sans défense qui est en plus son petit-fils.

## Analyse
Bortko inscrit un message patriotique dans ses scènes qui a même dépassé la version révisée de Gogol de l'histoire. Le film établit une ambiance nationaliste dès le discours inaugurant qui relie la camaraderie à l'âme russe. Le héros principal dont la mise en scène de la mort est orchestrée selon les modèles de Hollywood, faisant de lui un martyre brûlé sur le bûcher pour sa foi, sert également de figure d'identification pour la Russie contemporaine, afin de mettre cette fiction au service de la ligne politique nationaliste.

## Fiche technique
- Titre français : Tarass Boulba
- Réalisation : Vladimir Bortko
- Scénario : Vladimir Bortko d'après Tarass Boulba de Gogol
- Directeur de la photographie : Dmitri Mass
- Directeur artistique : Sergueï Yakoutovitch, Vladimir Svetozarov, Marina Nikolaïeva
- Musique : Igor Korneliouk
- Son : Natalia Avanessova
- Effets visuels : Ekaterina Belova, Oleg Kondratiev, Andreï Mesnïankin
- Rédaction : Maksim Malïavin
- Producteur exécutif : Aleksandre Potemkine
- Format : Couleur - son Dolby Digital
- Langue : russe
- Budget : 516 millions de roubles
- Dates de sortie :
  - en Russie : le 2 avril 2009
  - en France : le 1er juillet 2011 (DVD première)

## Distribution
- Bogdan Stoupka : le colonel-ataman Tarass Boulba
- Igor Petrenko : Andreï Boulba
- Vladimir Vdovitchenkov : Ostap Boulba
- Magdalena Mielcarz : Elżbieta Mazowiecka
- Youri Beliaev : l'ataman de Zaporogue Kirdyaga
- Mikhaïl Boïarski : le cosaque Chilo
- Sergueï Dreiden : le marchand juif Yankel
- Ada Rogovtseva : La femme de Tarass Boulba
- Vladimir Iline : l'ex-ataman de Zaporogue
- Liubomiras Laucevicius : le voïvode polonais Mazowiecki
- Les Serdiouk : le cosaque Dmitro Tovkatch
- Alexandre Dediouchko : l'ataman Kokoubenko
- Ivan Krasko : le cosaque Kassian Bovdioug
- Matliouba Alimova : Tamarka, la servante tatare d'Elżbieta
- Boris Khmelnitsky : (Voix de Nikita Djigourda) — le cosaque Barbu
- Piotr Zaïtchenko : le cosaque Metelitsa
- Stanislav Sokolov : le scribe
- Tadeusz Paradowicz : colonel polonais
- Krzysztof Gosztyła : Koźniewski
- Sergueï Bezroukov : narrateur

## Lieu

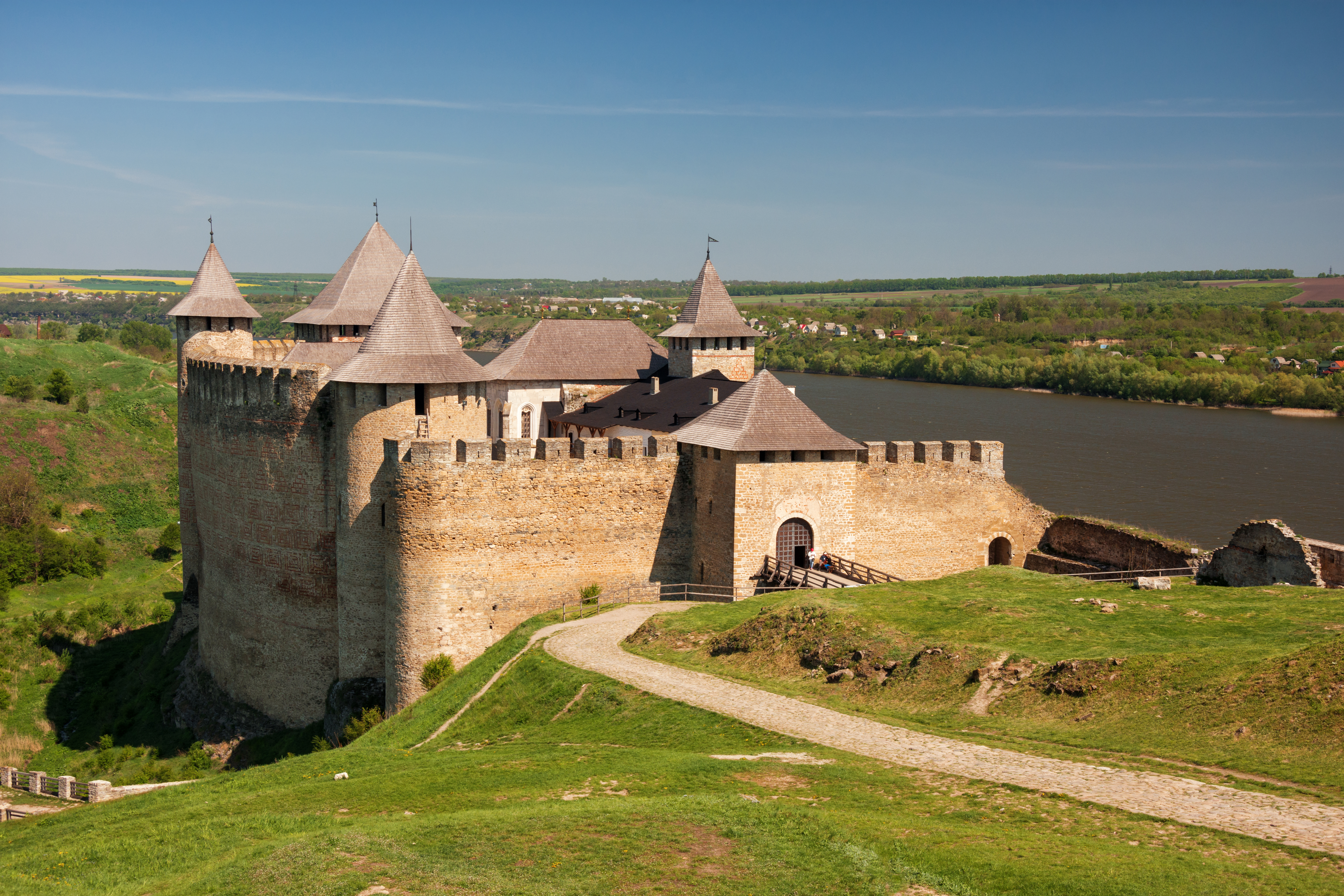
Forteresse de Khotin où ont été tournées plusieurs scènes de ce film